# Platycleis drepanensis
Platycleis drepanensis är en insektsart som beskrevs av Massa, Fontana och Buzzetti 2006. Platycleis drepanensis ingår i släktet Platycleis och familjen vårtbitare. Inga underarter finns listade i Catalogue of Life.